# Adervielle-Pouchergues

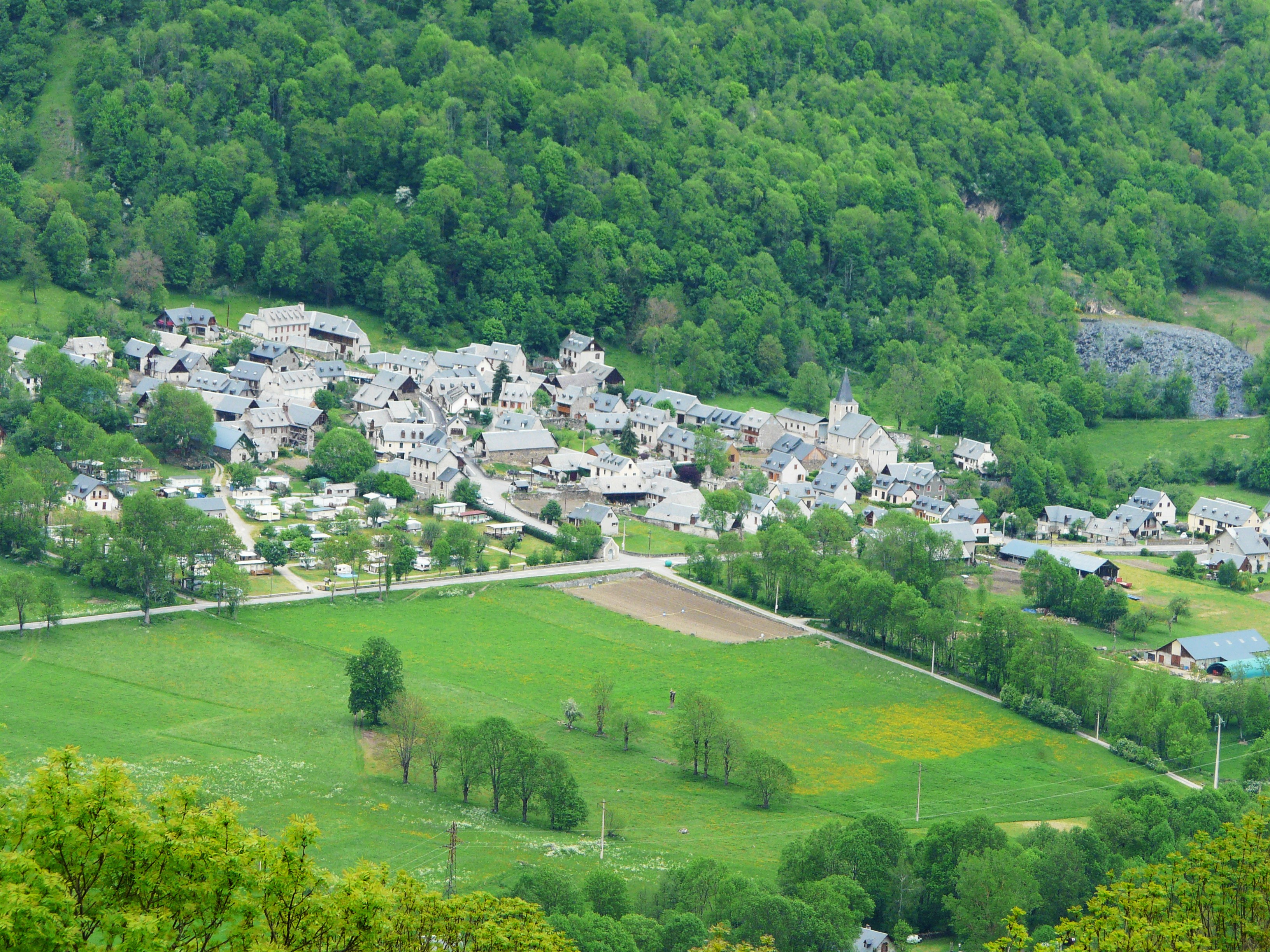
Adervielle, 2010

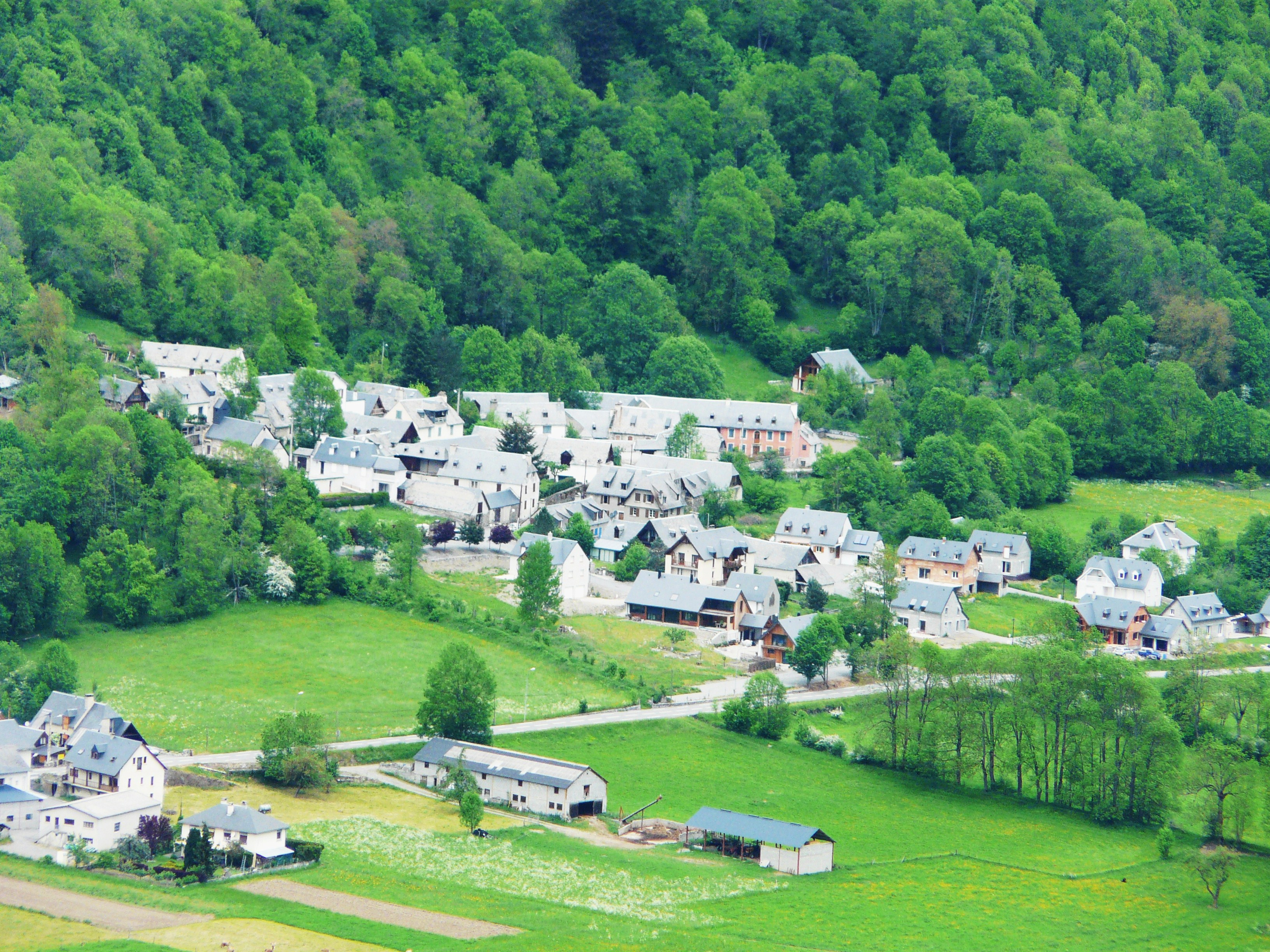
Pouchergues, 2010

Adervielle-Pouchergues – miejscowość i gmina we Francji, w regionie Oksytania, w departamencie Pireneje Wysokie.
Według danych na rok 1990 gminę zamieszkiwało 87 osób, a gęstość zaludnienia wynosiła 10 osób/km² (wśród 3020 gmin regionu Midi-Pireneje Adervielle-Pouchergues plasuje się na 976. miejscu pod względem liczby ludności, natomiast pod względem powierzchni na miejscu 1190.).